# Liste der Stolpersteine in Berlin-Nikolassee
Die Liste der Stolpersteine in Berlin-Nikolassee enthält die Stolpersteine im Berliner Ortsteil Nikolassee im Bezirk Steglitz-Zehlendorf, die an das Schicksal der Menschen erinnern, die im Nationalsozialismus ermordet, deportiert, vertrieben oder in den Suizid getrieben wurden. Die Tabelle erfasst 31 Stolpersteine und ist teilweise sortierbar; die Grundsortierung erfolgt alphabetisch nach dem Familiennamen.
| Bild | Name                   | Standort                          | Verlegedatum  | Leben |      |
| ---- | ---------------------- | --------------------------------- | ------------- | --- | ---- |
|      | Felice Adam            | Potsdamer Chaussee 69             | 12. Mai 2011  | Felice Hirschberg wurde am 18. Juni 1873 in Berlin als Tochter des Josef Hirschberg und seiner Frau Rosalie geborene Pinner geboren. Sie hatte vier Schwestern: Martha, Recha, Trude und Hertha und vier Brüder: Felix, Alex, Leo und Siegfried. Sie heiratete 1896 in Berlin den Apothekenbesitzer Isidor Adam. Dieser war Pächter der Königlichen Universitätsapotheke und Homöopathischen Zentralapotheke in Breslau. Dort kamen 1897 die Tochter Hertha und 1903 der Sohn Martin auf die Welt. Um 1909 zog die Familie nach Berlin und lebte in Alt-Moabit und in der Crefelder Straße. 1931 starb Isidor Adam, Felice lebte 1937 und 1938 in der Tile-Wardenberg-Straße 29, im Mai 1939 lebte sie schon in der Heilanstalt Waldhaus, Heilanstalt für Gemütskranke in Nikolassee, Potsdamer Straße 69. Zu Beginn des 2. Weltkriegs wurde das Haus beschlagnahmt und die Patienten woanders untergebracht. Ihre Angehörigen erhielten eine Mitteilung, wonach Felice Adam am 9. November 1940 in Cholm/Lublin gestorben sei. Das Bundesarchiv gibt an, hier läge ein Fall von Euthanasie vor, die Angaben zu Todesort/-datum seien fiktiv und dienten der Verschleierung. Hertha hatte Siegfried Cohn geheiratet, der am 12. Juni 1890 geboren war und lebte mit ihm und ihrem Bruder Martin 1939 in Berlin-Mitte, Horst-Wessel-Straße 22. Martin Adam wurde am 2. März 1943 nach Auschwitz deportiert und dort am 7. Mai 1943 ermordet. Hertha und Siegfried Cohn emigrierten 1941 in die USA. | Lage |
|      | Eduard Alexander       | Cimbernstraße 13                  | 9. März 2009  | * 14. März 1881 in Essen; † 1. März 1945 |      |
|      | Gertrud Behrendt       | Cimbernstraße 3                   | 1. Apr. 2017  | Gertrud Fränkel kam am 20. April 1897 in Dortmund in einer jüdischen Familie zur Welt. Sie heiratete den Kaufmann Walter Behrendt und lebte mit ihm in Berlin. Die Kinder wurden geboren: am 25. Juni 1923 Heinrich und am 4. Dezember 1924 die Zwillinge Johanna Eleonore und Peter. Ihr Mann führte mit einem Partner die Firma Behrendt & Bernstein, die Damenkleidung in der Kronenstraße vertrieb. 1935 lebte die Familie in Nikolassee, Cimbernstraße 3. Wegen der Repressionen gab ihr Mann 1936 seine Firma auf und emigrierte mit seiner Familie nach Holland. Dort wohnten sie in Naarden, bis sie 1942 nach Amsterdam ziehen mussten. Gertrud Behrendt wurde mit ihrem Mann Walter im Sammellager Westerbork interniert, am 21. April 1943 nach Theresienstadt deportiert und 1943 weiter ins KZ Auschwitz, wo sie am 9. März 1944 ermordet wurden. |      |
|      | Heinrich Behrendt      | Cimbernstraße 3                   | 1. Apr. 2017  | Heinrich Behrendt kam am 25. Juni 1923 in Berlin als Sohn des Kaufmanns Walter Behrendt und seiner Frau Gertrud geborene Fränkel zur Welt. Er hatte zwei jüngere Geschwister: die Zwillinge Johanna Eleonore und Peter. Sein Vater führte die Firma Behrendt und Bernstein, die Damenbekleidung vertrieb. 1935 lebte die Familie in Nikolassee, Cimbernstraße 3. 1936 schloss sein Vater die Firma wegen zunehmender Repressionen und die ganze Familie wanderte nach Holland aus. Dort wohnte sie in Naarden. 1942 musste die Familie nach Amsterdam ziehen, Heinrichs Eltern wurden verhaftet, im Sammellager Westerbork interniert und über Theresienstadt in das KZ Auschwitz eingeliefert. Heinrich und seine Geschwister blieben zurück, bis auch sie zunächst gemeinsam nach Theresienstadt deportiert wurden, Heinrich wurde dann mit seinem Bruder ins KZ Auschwitz gebracht und alleine weiter ins KZ Dachau. Dort wurde er am 2. März 1945 ermordet. Sein Bruder Peter starb nach der Befreiung an den Folgen der Haft in Holland, seine Schwester überlebte. |      |
|      | Johanna E. Behrendt    | Cimbernstraße 3                   | 1. Apr. 2017  | Johanna Eleonore Behrendt kam am 4. Dezember 1924 in Berlin als Tochter des Kaufmanns Walter Behrendt und seiner Frau Gertrud geborene Fränkel zur Welt. Sie hatte einen Zwillingsbruder Peter und einen älteren Bruder Heinrich. Ihrem Vater gehörte die Firma Behrendt und Bernstein, die Damenbekleidung vertrieb. 1935 lebte die Familie in Nikolassee, Cimbernstraße 3. 1936 schloss ihr Vater die Firma wegen zunehmender Repressionen und die ganze Familie wanderte nach Holland aus. Dort wohnte sie in Naarden. 1942 musste die Familie nach Amsterdam ziehen, die Eltern wurden verhaftet, im Sammellager Westerbork interniert und über Theresienstadt in das KZ Auschwitz eingeliefert. Johanna und ihre Geschwister blieben zurück, bis auch sie über Westerbork zunächst gemeinsam nach Theresienstadt deportiert wurden, ihre Brüder wurden in das KZ Auschwitz gebracht, Johanna wurde später in einem deutschen KZ befreit. Sie betreute ihren Bruder Peter, der jedoch starb. Über England gelangte Johanna in die USA, wo sie Germanistik studierte, Universitätsdozentin wurde und 2004 starb. |      |
|      | Peter Behrendt         | Cimbernstraße 3                   | 1. Apr. 2017  | Peter Behrendt kam am 4. Dezember 1924 in Berlin als Sohn des Kaufmanns Walter Behrendt und seiner Frau Gertrud geborene Fränkel zur Welt. Er hatte eine Zwillingsschwester Johanna und einen älteren Bruder Heinrich. Sein Vater führte die Firma Behrendt und Bernstein, die Damenbekleidung vertrieb. 1935 lebte die Familie in Nikolassee, Cimbernstraße 3. 1936 schloss sein Vater die Firma wegen zunehmender Repressionen und die ganze Familie wanderte nach Holland aus. Dort wohnte sie in Naarden. 1942 musste die Familie nach Amsterdam ziehen, die Eltern wurden verhaftet, im Sammellager Westerbork interniert und über Theresienstadt in das KZ Auschwitz eingeliefert. Peter und seine Geschwister blieben zurück, bis auch sie zunächst gemeinsam nach Theresienstadt deportiert wurden, Peter wurde dann mit seinem Bruder Heinrich ins KZ Auschwitz gebracht. Nach der Befreiung von Auschwitz gelangte er wieder nach Holland, starb aber dort an den Folgen der Haft im November 1945. |      |
|      | Walter Behrendt        | Cimbernstraße 3                   | 1. Apr. 2017  | Walter Behrendt kam am 19. Januar 1885 in Berlin als Sohn des Kaufmanns Adolf Behrendt und seiner Frau Cäcilie geborene Meyer zur Welt. Er wurde Kaufmann und heiratete Gertrud Fränkel. Die Kinder wurden geboren: am 25. Juni 1923 Heinrich und am 4. Dezember 1924 die Zwillinge Johanna Eleonore und Peter. Walter Behrendt führte mit einem Partner die Firma Behrendt & Bernstein, die Damenkleidung in der Kronenstraße vertrieb. 1935 lebte die Familie in Nikolassee, Cimbernstraße 3. Wegen der Repressionen gab Walter Behrendt 1936 seine Firma auf und emigrierte mit seiner Familie nach Holland. Dort wohnten sie in Naarden, bis sie 1942 nach Amsterdam ziehen mussten. Walter Behrendt wurde mit seiner Frau Gertrud im Sammellager Westerbork interniert, am 21. April 1943 nach Theresienstadt deportiert und 1943 weiter ins KZ Auschwitz, wo beide am 9. März 1944 ermordet wurden. |      |
|      | Charlotte Ephraim      | Schopenhauerstraße 97             | 9. März 2009  | Charlotte Rosendorff kam am 19. Mai 1883 in Gartz/Oder als Tochter des Tabakhändlers Arthur Rosendorff und seiner Frau Emma geborene Jonas zur Welt, sie heiratete in Stargard den Kaufmann Leopold Ephraim, die Tochter Gerda wurde am 18. Mai 1913 geboren, es folgte der Sohn Klaus Günter am 16. November 1921. Ihr Mann betrieb eine von seinem Vater übernommene Seifenfabrik in Stargard bis 1936. Die Nazis zwangen ihn, die Seifenfabrik zu verkaufen unter der Androhung, sie ansonsten zu beschlagnahmen. Die Familie zog nach Berlin und kaufte ein Haus in Nikolassee, Sudetenstraße 54, das später in Schopenhauerstraße 97 umbenannt wurde. Charlotte und Leopold Ephraim waren beide von Hause aus wohlhabend, ihre Wohnung in der Schopenhauerstraße 97 hochparterre hatte fünf Zimmer sowie einen Wintergarten, eine Küche und Nebengelass und war hochwertig eingerichtet. Das Ehepaar besaß ferner Wertpapiere, Beteiligungen und zwei Miethäuser, eines in Schöneberg und eines in Friedenau. Die Tochter Gerda hatte sich 1932 mit Lungentuberkulose infiziert, Klaus steckte sich später an, so dass die Eltern die beiden Kinder im November 1935 nach Davos in die Schweiz schickten. 1938 starb Gerda, ihr Vater Leo konnte noch in die Schweiz reisen und ihre Urne abholen. Nach der Rückkehr nach Deutschland wurde er verhaftet, ein dreiviertel Jahr im KZ Buchenwald gefangen gehalten und unter der Auflage freigelassen, unverzüglich aus Deutschland auszureisen. Mit einem Visum für Venezuela reiste er aus. Daraufhin zog Charlottes Schwager Emil als Untermieter zu Charlotte. Charlotte musste das Haus in der Schopenhauerstraße 97 verkaufen. Am 10. September 1942 wurde sie mit ihrem Schwager Emil über die Sammelstelle Große Hamburger Straße nach Theresienstadt deportiert. Auf der Transportliste wurden sie als Ordner bezeichnet sowie fälschlich als Ehepaar. In Theresienstadt starb ihr Schwager am 5. März 1943, Charlotte wurde ausweislich der Unterlagen von Theresienstadt am 10. März 1944 eingeäschert. Ihre Wohnung in der Schopenhauerstraße 97 wurde dem Hauptbannführer Memminger zur Verfügung gestellt, die Einrichtungsgegenstände versteigert und der Erlös vom Deutschen Reich vereinnahmt. Als ihr Mann Leo Venezuela erreichte, erkannte die dortige Regierung das Visum nicht an. Das Schiff kehrte mit vielen Flüchtlingen nach Genua zurück. Leo erhielt ein Visum für Bolivien und ließ sich dort in Cochabamba nieder. 1944 starb er an den Folgen von zwei Schlaganfällen. Ihr Sohn Klaus heiratete Irène Erenfryd und sie bekamen zwei Kinder, Klaus starb 2007 in Zürich. Die Tochter seiner Frau aus erster Ehe widmete Charlotte Ephraim eine Gedenkseite bei Yad Vashem. |      |
|      | Emil Ephraim           | Schopenhauerstraße 97             | 9. März 2009  | Emil Ephraim kam am 31. Mai 1877 in Stargard/Pommern als Sohn des Fabrikbesitzers Moritz Ephraim und seiner Frau Rosalie geborene Nathan zur Welt. Sein Bruder Leopold wurde am 30. September 1881 geboren, seine Schwester Selma am 17. März 1880, die Schwester Jenny am 10. Mai 1878. Ihrem Vater gehörte eine Dampfseifenfabrik, die alle Sorten fester und flüssiger Seife herstellte. Emil blieb ledig und wurde Kleiderstoffgroßhändler. Er zog nach Berlin und lebte 1936 in der Großadmiral Prinz Heinrich Straße 18 (heute Hitzigallee). Sein Bruder Leo hatte Charlotte Rosendorff geheiratet, die Tochter Gerda wurde 1913 geboren, der Sohn Klaus Günter 1921. Weil sich Gerda mit Lungentuberkulose infiziert hatte und auch Klaus angesteckt wurde schickten die Eltern die beiden Kinder nach Davos in die Schweiz. Sie selber zogen nach dem erzwungenen Verkauf der Seifenfabrik 1936 nach Berlin-Nikolassee in die Sudetenstraße 54, die später in Schopenhauerstraße 97 umbenannt wurde. Als Gerda 1938 starb konnte ihr Vater Leo noch in die Schweiz reisen und ihre Urne abholen, nach der Rückkehr nach Deutschland wurde er ein dreiviertel Jahr lang im KZ Buchenwald gefangen gehalten. Seine Freilassung erfolgte unter der Auflage, dass er umgehend Deutschland verlassen musste. Er erhielt ein Visum für Venezuela und fuhr mit dem Schiff dorthin. Daraufhin zog Emil zu seiner Schwägerin Charlotte in die Schopenhauerstraße 97. Emil schloss einen sog. Heimeinkaufsvertrag, dann wurde er am 10. September 1942 über die Sammelstelle in der Großen Hamburger Straße mit seiner Schwägerin Charlotte nach Theresienstadt deportiert, am 5. März 1943 wurde Emil Ephraim ermordet. Die offizielle Todesursache war Unterhautzellgewebsentzündung. Seine Schwägerin Charlotte wurde am 10. März 1944 in Theresienstadt ermordet. Sein Bruder Leo konnte nicht nach Venezuela einreisen, weil die dortige Regierung das Visum nicht anerkannte. Nach der Rückfahrt nach Genua erhielt Leo ein Visum für Bolivien. Dort ließ er sich in Cochabamba nieder und starb 1944 an den Folgen von zwei Schlaganfällen. |      |
|      | Walther Max Frank      | Von-Luck-Straße 15                | 9. März 2009  | Walther Max Frank kam am 19. November 1884 in Magdeburg als Sohn des Oskar Frank und seiner Frau Louise geborene Cohn zur Welt, er hatte einen jüngeren Bruder Hugo Richard Paul und eine jüngere Schwester Elsa Helene. Walther Frank wurde Bankbeamter und zog nach Berlin. Sein Bruder Paul war ledig geblieben und Schriftsteller geworden, ab 1935 lebten die Brüder in Nikolassee in der Von-Luck-Straße 15. Sie waren auch die Eigentümer des Hauses. 1939 mussten sie das Haus verkaufen an eine Frau Martha Bösinger. Walther Frank zog nach Steglitz in die Markelstraße 41, wo er bis 1941 blieb. Sein Bruder Paul Frank wurde verhaftet, im KZ Sachsenhausen inhaftiert und starb am 12. September 1941. Walther Max Frank musste noch einmal umziehen und zwar in die Kantstraße 89 V II bei Nattmann. Von dort wurde er am 4. März 1943 in das KZ Auschwitz deportiert und ermordet. |      |
|      | Anna Goldbaum          | Prinz-Friedrich-Leopold-Straße 31 | 15. Juni 2021 | Anna Marien kam am 12. Dezember 1875 in Wriezen als Tochter des Lehrers und Kantors Leopold Marien und seiner Frau Emma geborene Oestreich zur Welt, ihr Bruder Benno wurde am 29. April 1883 in Rügenwalde geboren. Anna heiratete den Bankangestellten Julian Goldbaum und zog mit ihm nach Berlin. Am 15. Januar 1899 kam der Sohn Erich Jakob Josef zur Welt, die Familie lebte in der Windscheidtstraße 1. Ihr Sohn Erich (später Eric Godal) wurde Karikaturist und musste 1933 fliehen, 1934 starb ihr Mann Julian. Anna übernahm mit Hilfe ihres Sohnes ein kleines Hotel in der Hohen Tatra, kehrte jedoch 1936 nach Berlin zurück in die Prinz-Friedrich-Leopold-Straße 31. Sie erhielt mithilfe ihres Sohnes ein Visum nach Kuba und betrat am 13. Mai 1939 den Ozeandampfer St. Louis in Hamburg, am Ziel aber ließ die kubanische Regierung die Flüchtlinge nicht an Land, auch die USA verweigerten die Aufnahme, das Schiff musste umkehren und landete am 17. Juni in Antwerpen. Hier endete die Fahrt für Anna Goldbaum. Sie lebte dann in der Nähe von Brüssel. Am 17. Februar 1940 wurde ihr Aufenthalt in Brüssel noch amtlich bestätigt, am 20. Mai 1940 schickte das „Oberkommando der Wehrmacht“ den Brief des Sohns an ihn zurück mit dem Vermerk „Verstorben“. Die Deutschen hatten am 10. Mai 1940 die Niederlande und Belgien überfallen und besetzt. Seit diesem Zeitpunkt fehlt jede Spur von Anna Goldbaum. Ihr Bruder Benno Marien wurde im KZ Sachsenhausen am 28. Mai 1942 erschossen, Bennos Tochter Eva wurde am 1. März 1943 nach Auschwitz deportiert, sein Sohn Kurt wurde mit seiner Frau Ingeborg Karin geborene Misch und dem Kind Bela (1942) am 12. März 1943 nach Auschwitz deportiert. Der Stolperstein wurde vor Jahren in Königs Wusterhausen verlegt, am 15. Juni 2021 nun an der richtigen Adresse. |      |
|      | Luise Gronau           | Schopenhauerstraße 74             | 12. Mai 2011  | Luise Louise Anna Gronau kam am 18. April 1865 in Berlin als Tochter des Hermann Gronau und seiner Frau Mathilde geborene Cohen zur Welt. Sie hatte einen jüngeren Bruder Georg Hermann (1868–1937). Die Familie gehörte der evangelischen Kirche an. Luise Gronau blieb ledig und führte ein Leben als Privatière, von 1925 bis nach 1930 lebte sie in der Keithstraße 10 Gartenhaus III, dann zog sie nach Nikolassee in die Schopenhauerstraße 74. Dort lebte sie zur Zeit der Volkszählung 1939. Sie musste wieder ausziehen und zwar in die Pariser Straße 50 zu Cohn. Angesichts der bevorstehenden Deportation beging sie am 24. März 1943 Suizid. Ihr Bruder Georg wurde ein bekannter Kunsthistoriker und Museumsdirektor. Er heiratete Dorothea Hauschtek und lebte mit ihr überwiegend in Florenz. Ihre Kinder waren Hermann (1897–1918), Wolfgang (1900–), Hans-Dietrich (1904–1951) und Susanne (1905–). Hans-Dietrich und Susanne machten nach Kriegsende Wiedergutmachungsansprüche geltend. |      |
|      | Hedwig Harrwitz        | Normannenstraße 2                 | 10. Sep. 2010 | Hedwig Peirels kam am 10. Oktober 1885 in Breslau als Tochter des Kaufmanns Julius Peirels und seiner Frau Amalie geborene Brieger zur Welt, sie hatte eine 1888 geborene Schwester Else. Sie soll eine gute Schachspielerin geworden sein, die 1927 an der Berliner Damenmeisterschaft im Schachspiel teilnahm. Sie heiratete (1938?) den Schachspieler, Buchhändler und Antiquar Max Harrwitz, der seit 1902 eine Kunsthandlung und ein Antiquariat in Nikolassee, Normannenstraße 2 betrieb. Dort hatte auch sein Bruder Fritz Harrwitz seine Verlagsbuchhandlung betrieben, der 1936 gestorben war. 1938 transportierte die Gestapo den gesamten Bücher- und Antiquitätenbestand in fünf Möbelwagen ab. 1939 wurde das Haus Normannenstraße 2 an den Chef der Rigaer Feuerwehr verkauft, das Paar durfte aber weiter dort wohnen und nahm verfolgte Juden als Untermieter auf. Am 10. September 1942 wurde Hedwig Harrwitz mit ihrem Mann nach Theresienstadt deportiert; ihr Mann starb dort am 23. September 1942, angeblich an Enteritis. Hedwig Harrwitz erlebte noch ihre weitere Deportation am 16. Mai 1944 in das KZ Auschwitz, wo sie vermutlich sofort ermordet wurde. Ihrer Schwester Else war es gelungen mit ihrem Mann Salo Loeb und drei Kindern 1940 in die USA zu entkommen. |      |
|      | Maximilian Harrwitz    | Normannenstraße 2                 | 10. Sep. 2010 | Gideon Maximilian Albrecht Willibald Harrwitz kam am 2. Dezember 1860 in Berlin als Sohn des Verlegers Dr. Julius Harrwitz und seiner zweiten Frau Emilie geborene Milch zur Welt. Er hatte einen Bruder Fritz, der 1859 geboren war. Sein Vater war Mitinhaber des Dümmler-Verlages sowie Buchhändler und Antiquar. Max, wie er gerufen wurde, besuchte das Askanische Gymnasium und wurde wie sein Vater Verleger, Buchhändler und Antiquar. 1902 gründete er die Kunsthandlung und Antiquariat Harrwitz, ab 1908 in der Normannenstraße 2, und lebte dort zusammen mit seinem Bruder, der die „Zeitschrift für Feinmechanik“ herausgab. Max Harrwitz war ein begeisterter Schachspieler, hierbei hatte er vermutlich seine Frau Hedwig Peirels, ebenfalls eine begeisterte Schachspielerin, kennengelernt. Sie heirateten (1938?) und lebten in der Normannenstraße 2. Sein Bruder Fritz war 1936 gestorben, Max Harrwitz wurde aus der Reichsschrifttumskammer ausgeschlossen und 1938 transportierte die Gestapo den gesamten Bücher- und Antiquitätenbestand in fünf Möbelwagen ab. 1939 musste er das Haus Normannenstraße 2 an den Chef der Rigaer Feuerwehr verkaufen, das Paar durfte aber weiter dort wohnen und nahm einige Juden als Untermieter auf. Am 10. September 1942 wurde Hedwig Harrwitz mit ihrem Mann nach Theresienstadt deportiert; Max Harrwitz starb dort am 23. September 1942, angeblich an Enteritis. Seine Frau Hedwig wurde am 16. Mai 1944 in das KZ Auschwitz deportiert und dort ermordet. |      |
|      | Simon Hayek            | Prinz-Friedrich-Leopold-Straße 31 | 26. Okt. 2019 | Simon Hayek kam am 14. August 1871 in Wieselburg/Angern, damals Ungarn, als Sohn des Ignatz Hayek und seiner Frau Antonie geborene Spitzer zur Welt. Seine Brüder waren Josef, Emil und Leopold. Er wuchs deutschsprachig in Gaya/Mähren auf und wurde Chemiker und Destillateur. 1895 heiratete er die nichtjüdische Marianna Balisa aus Wilschwitz/Basel. Während seiner beruflichen Wanderjahre wurden die ersten drei Kinder geboren: Walter (1896), Willy (1897) und Karl (1898). Nach einer beruflichen Station in Königsberg ließ er sich 1903 in Berlin nieder und gründete die Essenzfabrik S.Hayek in der Uhlandstraße 135. Seine Firma importierte Rohstoffe für die Spirituosenindustrie, entwickelte und lieferte Betriebseinrichtungen, ein eigener Verlag vertrieb die von ihm geschriebenen Standardwerke, Hayeks Kontraktionstabellen für Alkohol-Wasser-Mischungen, seine Umrechnungstabellen und von Simon Hayek entwickelte Apparaturen; seine Destillationsapparatur wurde patentiert. 1904 wurde die Tochter Rosa geboren, es folgte noch Tochter Ilse. 1932 starb seine Frau Marianna. Nach 1933 musste er große Teile seines Vermögens veräußern und die Firma auf seine Söhne Walter und Wilhelm übertragen. Er verlor seine großzügige Wohnung am Kaiserdamm und zog 1936 zu einer Freundin seiner Schwiegertochter Helene, Else Berger, in die Prinz-Friedrich-Leopold-Straße 31 nach Nikolassee. Im Oktober 1938 wurde Simon Hayek verhaftet und im Polizeigefängnis Alexanderplatz zwei Monate inhaftiert. Nach seiner Entlassung war er in so schlechtem körperlichem Zustand, dass sein Sohn Walter ihn nach Gaya/Tschechoslowakei zu einem befreundeten Ehepaar brachte. Als die dortige jüdische Bevölkerung im Januar 1943 deportiert werden sollte, wurde Simon Hayek schwer krank in die Sammelstelle nach Uhersky Brod transportiert und starb am 23. Januar 1943 im Transportkrankenhaus Kyjov. |      |
|      | Marie Kallmann         | An der Rehwiese 12                | 12. Mai 2011  | Marie Kallmann kam am 4. März 1885 in Stargard als Tochter des Max Kallmann und seiner Frau Cäcilie Kallmann zur Welt. Sie wurde Sozialarbeiterin und zog nach Berlin. 1939 lebte sie als Untermieterin An der Rehwiese 12. Am 1. September 1942 wurde sie nach Riga deportiert, ein Todesdatum ist nicht bekannt. Ihr Neffe Helmuth Kallmann widmete ihr eine Gedenkseite bei Yad Vashem. |      |
|      | Jochen Klepper         | Teutonenstraße 23                 | 11. Dez. 2014 | | Lage |
|      | Johanna Klepper        | Teutonenstraße 23                 | 11. Dez. 2014 | Johanna Hanni Gerstel kam am 2. November 1890 in Nürnberg in einer jüdischen Familie zur Welt. Sie heiratete den Rechtsanwalt Dr. Felix Stein, die Töchter wurden geboren: Brigitte 1920 und Renate 1922. Ihr Mann Felix starb 1927. Johanna Stein lernte den Theologen und Schriftsteller Jochen Klepper kennen, sie heirateten 1931 und zogen nach Berlin. Die Familie ihres Mannes billigte die Heirat mit einer Jüdin nicht. Wegen seiner Mischehe wurde Jochen Klepper aus der Reichsschrifttumskammer ausgeschlossen. 1935 wohnte die Familie in Steglitz-Südende, Oehlertring, musste wegen des Vorhabens „Welthauptstadt Germania“ dort ausziehen. Sie zogen in ein für sie erbautes Haus in Nikolassee, Teutonenstraße 23. Der Tochter Brigitte gelang die Ausreise, Jochen Klepper verweigerte die Scheidung von Hanni Klepper und speiste seine Hoffnung aus seinem Glauben. Hanni Klepper konvertierte zur evangelischen Religion. Als die Deportation von Hanni und Renate bevorstand, nahmen sich Jochen, Hanni und Renate zusammen mit Gas und Schlaftabletten das Leben. | Lage |
|      | Hans Heinrich Kummerow | Spanische Allee 166               | 27. März 2015 | | Lage |
|      | Ingeborg Kummerow      | Spanische Allee 166               | 27. März 2015 | | Lage |
|      | Bertha Mayer           | Potsdamer Chaussee 48             | 8. Apr. 2016  | Bertha Helene Mayer kam am 30. April 1921 in Berlin als Tochter des Textilkaufmanns Hermann Mayer und seiner Frau Helene geborene Freudenberg zur Welt. Ihre Schwester Margarethe wurde am 12. September 1923 geboren. Der Familie ihrer Mutter gehörte das Kaufhaus Gerson, in dem ihre Eltern in leitender Funktion arbeiteten. Die Familie lebte in Nikolassee, Potsdamer Chaussee 48, im Haus Freudenberg, ein 1908 von Hermann Muthesius erbautes großzügiges Wohnhaus für eine große wohlhabende Familie mit lebhaftem gesellschaftlichem Leben. Wegen zunehmender Repression floh die Familie 1934 in die Niederlande und lebte in Gouda. Nach der Besetzung der Niederlande wurden Helene und Hermann Mayer im Sammellager Westerbork inhaftiert. Bertha und Margarete tauchten im Juli 1942 in den Niederlanden unter und versuchten in die Schweiz oder ins unbesetzte Frankreich zu fliehen. Sie wurden in Bordeaux verhaftet, über das Sammellager Drancy am 31. August 1942 in das KZ Auschwitz deportiert und am 3. September 1942 ermordet. Ihre Eltern wurden am 15. März 1944 in das KZ Bergen-Belsen verschleppt. Hermann Mayer starb dort am 30. März 1945, Helene Mayer sollte noch im April 1945 nach Theresienstadt gebracht werden; sie befand sich in dem sogenannten „verlorenen Transport“ auf der Strecke von Bergen-Belsen nach Tröbitz. Sie wurde am 23. April 1945 von sowjetischen Soldaten befreit, starb aber am 24. Mai 1945 an Paratyphus und den Folgen der Haft in Riesa. |      |
|      | Helene Mayer           | Potsdamer Chaussee 48             | 8. Apr. 2016  | Helene Freudenberg kam am 2. Oktober 1894 in Berlin als Tochter des Kaufmanns Hermann Freudenberg und seiner Frau Bertha geborene Hirsch zur Welt. Ihre Geschwister waren Georg (1897–1978), Johanna (1902–1930) und Maria Mirjam (1907–1995). Ihr Großvater Philipp Freudenberg war 1889 Teilhaber des bekannten Kaufhauses Gerson geworden und hatte es 1891 ganz übernommen. Helene studierte noch, als sie am 20. Juli 1920 den Textilkaufmann Hermann Mayer heiratete. Das Paar lebte im Haus ihrer Eltern in Nikolassee, Potsdamer Chaussee 48, im Haus Freudenberg, ein 1908 von Hermann Muthesius erbautes großzügiges Wohnhaus für eine große wohlhabende Familie mit lebhaftem gesellschaftlichem Leben. Beide waren in leitender Funktion im Kaufhaus Gerson tätig. Die zwei Töchter wurden geboren: am 30. April 1921 Bertha Helene und am 12. September 1923 Margarethe. Wegen zunehmender Repression floh die Familie 1934 in die Niederlande und lebte in Gouda. Nach der Besetzung der Niederlande wurden Helene und Hermann Mayer im Sammellager Westerbork inhaftiert. Ihre Töchter tauchten im Juli 1942 in den Niederlanden unter und versuchten in die Schweiz oder ins unbesetzte Frankreich zu fliehen. Sie wurden in Bordeaux verhaftet, über das Sammellager Drancy am 31. August 1942 in das KZ Auschwitz deportiert und am 3. September 1942 ermordet. Helene und Hermann Mayer hatten 1942 die Staatsbürgerschaft von El Salvador erlangt und wurden deswegen als mögliche „Austauschjuden“ zunächst nicht deportiert, dann aber am 15. März 1944 in das KZ Bergen-Belsen verschleppt. Hermann Mayer starb dort am 30. März 1945. Helene Mayer sollte noch im April 1945 nach Theresienstadt gebracht werden; sie befand sich in dem sogenannten „verlorenen Transport“, auf der Strecke von Bergen-Belsen nach Tröbitz. Sie wurde am 23. April 1945 von sowjetischen Soldaten befreit, starb aber am 24. Mai 1945 an Paratyphus und den Folgen der Haft in Riesa. |      |
|      | Hermann Mayer          | Potsdamer Chaussee 48             | 8. Apr. 2016  | Hermann Mayer kam am 20. Oktober 1894 in Euskirchen als Sohn des Leonhard Mayer und seiner Frau Flora geborene Sostberg zur Welt. Er wurde Textilkaufmann und heiratete am 20. Juli 1920 in Berlin Helene Freudenberg. Sie war eine Tochter des Hermann Freudenberg, der zusammen mit seinem Bruder Julius Eigentümer des Kaufhauses Gerson in Berlin war. Das Paar lebte im Haus ihrer Eltern in Nikolassee, Potsdamer Chaussee 48, im Haus Freudenberg, ein 1908 von Hermann Muthesius erbautes großzügiges Wohnhaus für eine große wohlhabende Familie mit lebhaftem gesellschaftlichem Leben. Beide waren in leitender Funktion im Kaufhaus Gerson tätig. Die zwei Töchter wurden geboren: am 30. April 1921 Bertha Helene und am 12. September 1923 Margarethe. Wegen zunehmender Repression floh die Familie 1934 in die Niederlande und lebte in Gouda. Nach der Besetzung der Niederlande wurden Helene und Hermann Mayer im Sammellager Westerbork inhaftiert. Ihre Töchter tauchten im Juli 1942 in den Niederlanden unter und versuchten in die Schweiz oder ins unbesetzte Frankreich zu fliehen. Sie wurden in Bordeaux verhaftet, über das Sammellager Drancy am 31. August 1942 in das KZ Auschwitz deportiert und am 3. September 1942 ermordet. Helene und Hermann Mayer hatten 1942 die Staatsbürgerschaft von El Salvador erlangt und wurden deswegen als mögliche „Austauschjuden“ zunächst nicht deportiert, dann aber am 15. März 1944 in das KZ Bergen-Belsen verschleppt. Hermann Mayer starb dort am 30. März 1945. Helene Mayer sollte noch im April 1945 nach Theresienstadt gebracht werden; sie befand sich in dem sogenannten „verlorenen Transport“ auf der Strecke von Bergen-Belsen nach Tröbitz. Sie wurde am 23. April 1945 von sowjetischen Soldaten befreit, starb aber am 24. Mai 1945 an Paratyphus und den Folgen der Haft in Riesa. |      |
|      | Margarete Mayer        | Potsdamer Chaussee 48             | 8. Apr. 2016  | Margarete Mayer kam am 12. September 1923 in Berlin als Tochter des Textilkaufmanns Hermann Mayer und seiner Frau Helene geborene Freudenberg zur Welt. Ihre Schwester Bertha Helene war am 30. April 1921 geboren. Der Familie ihrer Mutter gehörte das Kaufhaus Gerson, in dem ihre Eltern in leitender Funktion arbeiteten. Die Familie lebte in Nikolassee, Potsdamer Chaussee 48, im Haus Freudenberg, ein 1908 von Hermann Muthesius erbautes großzügiges Wohnhaus für eine große wohlhabende Familie mit lebhaftem gesellschaftlichem Leben. Wegen zunehmender Repression floh die Familie 1934 in die Niederlande und lebte in Gouda. Nach der Besetzung der Niederlande wurden Helene und Hermann Mayer im Sammellager Westerbork inhaftiert. Bertha und Margarete tauchten im Juli 1942 in den Niederlanden unter und versuchten in die Schweiz oder ins unbesetzte Frankreich zu fliehen. Sie wurden in Bordeaux verhaftet, über das Sammellager Drancy am 31. August 1942 in das KZ Auschwitz deportiert und am 3. September 1942 ermordet. Ihre Eltern wurden am 15. März 1944 in das KZ Bergen-Belsen verschleppt. Hermann Mayer starb dort am 30. März 1945. Helene Mayer sollte noch im April 1945 nach Theresienstadt gebracht werden; sie befand sich in dem sogenannten „verlorenen Transport“ auf der Strecke von Bergen-Belsen nach Tröbitz. Sie wurde am 23. April 1945 von sowjetischen Soldaten befreit, starb aber am 24. Mai 1945 an Paratyphus und den Folgen der Haft in Riesa. |      |
|      | Estella Meyer          | Potsdamer Chaussee 69             | 12. Mai 2011  | Estella Clara Goldschmidt kam am 1. April 1870 in Berlin als Tochter des Industriellen Ruben Max Goldschmidt und seiner Frau Delia geborene Simmonds zur Welt. Sie heiratete 1889 den Literaturwissenschaftler Richard M. Meyer, der einer Bankiersfamilie entstammte. Das Paar unternahm viele weite Reisen und wohnte ab 1894 in der Voßstraße 16 in einem Stadtpalais, im Erdgeschoss befand sich die Bank der Familie Meyer. Am 6. April 1893 kam Fritz Joachim Wilhelm auf die Welt, es folgte am 21. September 1895 Konrad Joachim Max und schließlich am 21. August 1898 Reinhold Joachim Wolfgang. 1905 wurden alle Familienmitglieder getauft. Die Familie führte ein reiches gesellschaftliches Leben und verkehrte mit Künstlern wie Stefan George, Ricarda Huch und Else Lasker-Schüler. Letztere widmete Estella ein Gedicht. Auch bestand eine enge Beziehung zu Elisabeth Förster-Nietzsche. 1911 kam Estellas Sohn Fritz bei einem Unfall ums Leben, 1914 starb überraschend ihr Mann. Als ihr Sohn Konrad im 2. Weltkrieg fiel, wurde Estella von Depressionen heimgesucht. Sie zog sich in das Sanatorium Waldhaus in Nikolassee, Potsdamer Straße 69, zurück. Bei Beginn des 2. Weltkriegs wurde das Sanatorium beschlagnahmt, die Patienten wurden teilweise, unter ihnen Estella, nach Bernau in die Nervenheilanstalt Dr. Wieners verlegt. Von dort wurde Estella Meyer im Jahr 1942 mit allen anderen jüdischen Patienten abgeholt und zu einem unbekannten Ort gebracht. Der Sohn Reinhold Meyer erhielt die Mitteilung, seine Mutter sei in Cholm bei Lublin am 20. Juli 1942 an Ruhr verstorben. Die Verlegung dorthin sei aus Gründen der Verteidigung erforderlich gewesen. Das Bundesarchiv-Residentenliste gibt als Todesursache Euthanasie an (vermutlich); abw. Angaben zu Todesort/-datum: Chelm (Cholm) am 20. Juli 1942 sind fiktiv und dienten der Verschleierung. | Lage |
|      | Emil Nawratzki         | Teutonenstraße 15                 | 3. Juli 2010  | Emil Nawratzki kam am 5. April 1867 in Lipinken/Westpreußen als Sohn des Abraham Nawratzki und seiner Frau Maria geborene Itzig zur Welt. Er studierte Medizin und gründete 1904 mit seinem Kollegen Dr. Max Arndt die Waldhausklinik an der Potsdamer Chaussee 69, die als „Heilanstalt für Gemütskranke“ firmierte und die sich auf Entziehungskuren spezialisiert hatte. 1907 heiratete er Johanna Antonia Leontine Heymann genannt Toni, die Töchter wurden geboren: Charlotte Annemarie am 11. November 1907 und Ilse Ruth am 19. August 1910. Um 1930 lebte die Familie in der Prinz-Friedrich-Leopold-Straße 5 und später um die Ecke in der Teutonenstraße 15. Emil Nawratzki war wohlhabend und hatte bereits 1919 eine Zooaktie erworben, die der Familie freien Eintritt in den Zoo gewährte. 1936 musste Emil Nawratzki und sein Mitinhaber Dr. Max Arndt die Klinik an die Innere Mission der Evangelischen Kirche in der Provinz Brandenburg verkaufen. Die Töchter emigrierten, Charlotte Annemarie zuerst nach Jerusalem, dann nach Ägypten, Ilse Ruth, die Augenärztin geworden war, zuerst nach Mailand und später nach Jerusalem. Emil Nawratzki besuchte seine Töchter im Jahr 1935. In der Nacht vom 6. auf den 7. Juli 1938 begingen Emil Nawratzki und seine Frau Toni Suizid. Nach dem Zweiten Weltkrieg machten die Töchter Wiedergutmachungsansprüche geltend, u. a. wegen der Zooaktie. |      |
|      | Toni Nawratzki         | Teutonenstraße 15                 | 3. Juli 2010  | Johanna Antonia Leontine Heymann genannt Toni kam am 5. Mai 1882 in Berlin als Tochter des Rechtsanwalts Dr. Theodor Heymann und seiner Frau Pauline Beate geborene Schottlaender zur Welt. 1907 heiratete sie den Arzt Dr. Emil Nawratzki, der zusammen mit seinem Kollegen Dr. Max Arndt 1904 die Waldhausklinik in der Potsdamer Chaussee 69 gegründet hatte, die als „Heilanstalt für Gemütskranke“ firmierte und die sich auf Entziehungskuren spezialisiert hatte. Die Töchter wurden geboren: Charlotte Annemarie am 11. November 1907 und Ilse Ruth am 19. August 1910. Um 1930 lebte die Familie in der Prinz-Friedrich-Leopold-Straße 5 und später um die Ecke in der Teutonenstraße 15. Emil Nawratzki war wohlhabend und hatte bereits 1919 eine Zooaktie erworben, die der Familie freien Eintritt in den Zoo gewährte. 1936 musste Emil Nawratzki und sein Mitinhaber Dr. Max Arndt die Klinik an die Innere Mission der Evangelischen Kirche in der Provinz Brandenburg verkaufen. Die Töchter emigrierten, Charlotte Annemarie zuerst nach Jerusalem, dann nach Ägypten, Ilse Ruth, die Augenärztin geworden war, zuerst nach Mailand und dann nach Jerusalem. In der Nacht vom 6. auf den 7. Juli 1938 beging Toni Nawratzki gemeinsam mit ihrem Mann Suizid. Nach dem Zweiten Weltkrieg machten die Töchter Wiedergutmachungsansprüche geltend, u. a. wegen der Zooaktie. |      |
|      | Dina Oelsner           | Dreilindenstraße 52               | 9. Juni 2011  | Dina Tana Silberberg kam am 27. April 1869 in Dortmund in einer jüdischen Familie zur Welt. Sie heiratete und nahm den Namen ihres Mannes „Oelsner“ an. 1939 lebte sie alleine in Nikolassee in der Dreilindenstraße 52. Unter dieser Anschrift betrieb Frau Carla Thieme damals ein Fremdenheim, vielleicht lebte Tana Oelsner dort. Sie musste noch einmal umziehen in die Sybelstraße 69, von dort wurde sie am 17. Juli 1942 nach Theresienstadt deportiert, wo sie am 23. Oktober 1942 ermordet wurde. |      |
|      | David Plelis           | Teutonenstraße 15                 | 3. Juli 2010  | David Plelis kam am 1. März 1912 in Proskurow/Ukraine/Sowjetunion in einer jüdischen Familie zur Welt. Er war vermutlich behindert. 1939 lebte er im Haus Teutonenstraße 15, in dem auch der Psychiater Dr. Emil Nawratzki mit seiner Frau Toni lebte. Deren Kinder waren schon emigriert und das Ehepaar beging am 7. Juli 1938 Suizid. David Plelis musste nun in das Dauerheim Weißensee, Wörther Straße 20 (heute Smetanastraße 53) ziehen. Das Dauerheim Weißensee war 1902 gegründet worden als Arbeitshaus für jüdische Arbeits- und Obdachlose, ab 1923 wurde es als Heim für Jüdische Schwachsinnige betrieben. Dieses Heim hatte Platz für 30 männliche und 30 weibliche erwachsene Menschen mit Behinderungen. Am 2. April 1942 wurde David Plelis aus dem Heim nach Warschau ins Ghetto deportiert, auf der Deportationsliste steht hinter seinem Namen: Schwachsinnige. Er wurde zu einem unbekannten Zeitpunkt ermordet. |      |
|      | Renate Stein           | Teutonenstraße 23                 | 11. Dez. 2014 | Renate Stein kam am 5. März 1922 in Breslau als Tochter des Rechtsanwalts Dr. Felix Stein und seiner Frau Johanna geborene Gerstel zur Welt, ihre Schwester Brigitte war 1920 geboren. Nachdem ihr Vater 1925 starb, lernte ihre Mutter den Theologen und Schriftsteller Jochen Klepper kennen und heiratete ihn 1931. Die Familie zog nach Berlin und wohnte 1935 in Südende im Oehlertring. Ihr Stiefvater wurde wegen seiner jüdischen Ehefrau aus der Reichsschrifttumskammer ausgeschlossen. Renate durfte nach 1938 keine Schule mehr besuchen, sie machte eine Ausbildung als Näherin, ihre Schwester Brigitte ging als Hausmädchen nach England. Als die Deportation von Renate und ihrer Mutter bevorstand, nahmen sich Jochen und Hanni Klepper und Renate Stein zusammen mit Gas und Schlaftabletten das Leben. | Lage |
|      | Selma Worm             | Pfeddersheimer Weg 50             | 9. März 2009  | Selma Klein kam am 20. März 1891 in Kolberg als Tochter des Carl Klein und seiner Frau Hedwig geborene Moses zur Welt. Die Eltern waren mosaischen Glaubens. Der Bruder Walter war das älteste Kind und 1887 geboren, es folgten Else (1888), Martha (1890) und Frieda (1894). Die Eltern förderten insbesondere bei den Töchtern deren musikalische Fähigkeiten und legten Wert auf eine gute Bildung. Selma heiratete und nahm den Namen ihres Mannes „Herbst“ an, der jedoch vor 1927 starb. 1927 heiratete Selma Herbst in Berlin Johannes Ernst Martin Worm, der nach einigen Jahren starb. Selma Worm baute in Nikolassee, Pfeddersheimer Weg 50 ein kleines Haus. Die Dachgeschosswohnung wollte sie vermieten. Selma war sehr musikalisch, spielte Klavier und Cello, spielte Tennis und fuhr mit dem Faltboot über den Wannsee. Auch gab sie Klavierunterricht. Auf der Deportationsliste wird sie als Klavierlehrerin bezeichnet. Am 14. Oktober 1943 wurde sie in das KZ Auschwitz deportiert und am 17. November 1943 ermordet. |      |